# CoRoT-22b
CoRoT-22b là một hành tinh ngoài Hệ Mặt Trời, được phát hiện vào năm 2010 sử dụng phản chiếu bằng phương pháp quá cảnh. Với khối lượng ít nhất là gấp 0,06 lần Khối lượng Sao Mộc. Nhiệt độ ở đây mức khoảng là 885°K. Khoảng cách từ CoRoT-22 đến hành tinh là 0,092 AU gần hơn khoảng cách từ Mặt Trời đến Sao Thủy là 0,4 AU. Nếu đặt tính chu kì quỹ đạo, mất 10 ngày nhanh hơn quỹ đạo Sao Thủy là mất 88 ngày. Hành tinh này có bán kính trung bình gấp 0,4354 lần Sao Mộc.